# فرودگاه تک‌بانده گدو هلو
فرودگاه تک‌بانده گدو هلو (به انگلیسی: Godo Holo Airstrip) یک فرودگاه همگانی است . این فرودگاه در کشور سورینام قرار دارد .